# Amerikai cickányvakond
Az amerikai cickányvakond (Neurotrichus gibbsii) az emlősök (Mammalia) osztályának Eulipotyphla rendjébe, ezen belül a vakondfélék (Talpidae) családjába tartozó faj.
Nemzetségének és nemének a típusfaja és egyben az egyetlen élő faja is.

## Előfordulása
Észak-Amerika nyugati részén él. Brit Columbiától egészen Kaliforniáig.

## Megjelenése
Az amerikai cickányvakond egy nagyjából cickányméterű állat, a többi vakond jókora mellső lábat nélkülöző faj a legapróbb észak-amerikai vakond. Testhossza 8 centiméter, ebből a farok 4 centiméter. Testtömege 11 gramm.

## Életmódja
Az amerikai cickányvakond az egyetlen vakondfaj, amely a bokrokra is felkapaszkodik. Tápláléka földigiliszta, lárva, csigák, százlábúak, bogarak, gomba és magvak.

## Szaporodása
A szaporodásáról keveset tudunk. A nőstény 1-4 kölyöknek ad életet.